# 14e étape du Tour d'Italie 2002
Pour un article plus général, voir Tour d'Italie 2002.
La 14e étape du Tour d'Italie 2002 a eu lieu le 26 mai 2002 autour de la ville de Numana dans les Marches sur une distance de 30,3 km. Elle a été remportée par l'Américain Tyler Hamilton (CSC-Tiscali) devant l'Ukrainien Serhiy Honchar (Fassa Bortolo) et l'Australien Cadel Evans (Mapei-Quick Step). Arrivé à plus de deux minutes trente après le vainqueur de l'étape, l'Allemand Jens Heppner (Telekom) conserve cependant le maillot rose de cette édition du Tour d'Italie à l'issue de l'étape.

## Classement de l'étape
| \| Classement de l'étape \| Classement de l'étape \| Classement de l'étape \| Classement de l'étape \| Classement de l'étape \| \| Coureur \| Coureur \| Pays \| Équipe \| Temps \| \| --------------------- \| --------------------- \| --------------------- \| --------------------- \| --------------------- \| \| 1er \| Tyler Hamilton \| États-Unis \| CSC-Tiscali \| 41 min 21 s \| \| 2e \| Serhiy Honchar \| Ukraine \| Fassa Bortolo \| + 31 s \| \| 3e \| Cadel Evans \| Australie \| Mapei-Quick Step \| + 41 s \| \| 4e \| Rik Verbrugghe \| Belgique \| Lotto-Adecco \| + 52 s \| \| 5e \| Aitor González \| Espagne \| Kelme-Costa Blanca \| + 55 s \| \| 6e \| Dario Frigo \| Italie \| Tacconi Sport \| + 59 s \| \| 7e \| Dario Cioni \| Italie \| Mapei-Quick Step \| + 1 min 01 s \| \| 8e \| Juan Manuel Gárate \| Espagne \| Lampre-Daikin \| + 1 min 07 s \| \| 9e \| Georg Totschnig \| Autriche \| Gerolsteiner \| + 1 min 07 s \| \| 10e \| Pietro Caucchioli \| Italie \| Alessio \| + 1 min 15 s \| |                    |            |                    |              |
| |                    |            |                    |              |
| |                    |            |                    |              |
| Classement de l'étape |                    |            |                    |              |
| Coureur | Coureur            | Pays       | Équipe             | Temps        |
| 1er | Tyler Hamilton     | États-Unis | CSC-Tiscali        | 41 min 21 s  |
| 2e | Serhiy Honchar     | Ukraine    | Fassa Bortolo      | + 31 s       |
| 3e | Cadel Evans        | Australie  | Mapei-Quick Step   | + 41 s       |
| 4e | Rik Verbrugghe     | Belgique   | Lotto-Adecco       | + 52 s       |
| 5e | Aitor González     | Espagne    | Kelme-Costa Blanca | + 55 s       |
| 6e | Dario Frigo        | Italie     | Tacconi Sport      | + 59 s       |
| 7e | Dario Cioni        | Italie     | Mapei-Quick Step   | + 1 min 01 s |
| 8e | Juan Manuel Gárate | Espagne    | Lampre-Daikin      | + 1 min 07 s |
| 9e | Georg Totschnig    | Autriche   | Gerolsteiner       | + 1 min 07 s |
| 10e | Pietro Caucchioli  | Italie     | Alessio            | + 1 min 15 s |

## Classement général
| \| Classement général \| Classement général \| Classement général \| Classement général \| Classement général \| \| Coureur \| Coureur \| Pays \| Équipe \| Temps \| \| ------------------ \| -------------------- \| ------------------ \| ---------------------- \| ------------------ \| \| 1er \| Jens Heppner \| Allemagne \| Telekom \| 64 h 29 min 54 s \| \| 2e \| Cadel Evans \| Australie \| Mapei-Quick Step \| + 48 s \| \| 3e \| Tyler Hamilton \| États-Unis \| CSC-Tiscali \| + 1 min 06 s \| \| 4e \| Francesco Casagrande \| Italie \| Fassa Bortolo \| + 1 min 07 s \| \| 5e \| Dario Frigo \| Italie \| Tacconi Sport \| + 1 min 11 s \| \| 6e \| Aitor González \| Espagne \| Kelme-Costa Blanca \| + 1 min 15 s \| \| 7e \| Pietro Caucchioli \| Italie \| Alessio \| + 1 min 20 s \| \| 8e \| Fernando Escartín \| Espagne \| Team Coast \| + 1 min 40 s \| \| 9e \| Paolo Savoldelli \| Italie \| Index-Alexia Alluminio \| + 1 min 49 s \| \| 10e \| Rik Verbrugghe \| Belgique \| Lotto-Adecco \| + 2 min 13 s \| |                      |            |                        |                  |
| |                      |            |                        |                  |
| |                      |            |                        |                  |
| Classement général |                      |            |                        |                  |
| Coureur | Coureur              | Pays       | Équipe                 | Temps            |
| 1er | Jens Heppner         | Allemagne  | Telekom                | 64 h 29 min 54 s |
| 2e | Cadel Evans          | Australie  | Mapei-Quick Step       | + 48 s           |
| 3e | Tyler Hamilton       | États-Unis | CSC-Tiscali            | + 1 min 06 s     |
| 4e | Francesco Casagrande | Italie     | Fassa Bortolo          | + 1 min 07 s     |
| 5e | Dario Frigo          | Italie     | Tacconi Sport          | + 1 min 11 s     |
| 6e | Aitor González       | Espagne    | Kelme-Costa Blanca     | + 1 min 15 s     |
| 7e | Pietro Caucchioli    | Italie     | Alessio                | + 1 min 20 s     |
| 8e | Fernando Escartín    | Espagne    | Team Coast             | + 1 min 40 s     |
| 9e | Paolo Savoldelli     | Italie     | Index-Alexia Alluminio | + 1 min 49 s     |
| 10e | Rik Verbrugghe       | Belgique   | Lotto-Adecco           | + 2 min 13 s     |

## Classements annexes
| Classement par points | Classement par points | Classement par points | Classement par points        | Classement par points |
| Coureur               | Coureur               | Pays                  | Équipe                       | Points                |
| --------------------- | --------------------- | --------------------- | ---------------------------- | --------------------- |
| 1er                   | Massimo Strazzer      | Italie                | Phonak Hearing Systems       | 117 pts               |
| 2e                    | Fabrizio Guidi        | Italie                | Team Coast                   | 106 pts               |
| 3e                    | Mario Cipollini       | Italie                | Acqua & Sapone-Cantina Tollo | 103 pts               |
| 4e                    | Francesco Casagrande  | Italie                | Fassa Bortolo                | 88 pts                |
| 5e                    | Mikhaylo Khalilov     | Ukraine               | Colombia-Selle Italia        | 77 pts                |

| Classement par points | Classement par points | Classement par points | Classement par points        | Classement par points |
| Coureur               | Coureur               | Pays                  | Équipe                       | Points                |
| --------------------- | --------------------- | --------------------- | ---------------------------- | --------------------- |
| 1er                   | Massimo Strazzer      | Italie                | Phonak Hearing Systems       | 117 pts               |
| 2e                    | Fabrizio Guidi        | Italie                | Team Coast                   | 106 pts               |
| 3e                    | Mario Cipollini       | Italie                | Acqua & Sapone-Cantina Tollo | 103 pts               |
| 4e                    | Francesco Casagrande  | Italie                | Fassa Bortolo                | 88 pts                |
| 5e                    | Mikhaylo Khalilov     | Ukraine               | Colombia-Selle Italia        | 77 pts                |

| Classement de la montagne | Classement de la montagne  | Classement de la montagne | Classement de la montagne | Classement de la montagne |
| Coureur                   | Coureur                    | Pays                      | Équipe                    | Points                    |
| ------------------------- | -------------------------- | ------------------------- | ------------------------- | ------------------------- |
| 1er                       | Francesco Casagrande       | Italie                    | Fassa Bortolo             | 27 pts                    |
| 2e                        | José Castelblanco          | Colombie                  | Colombia-Selle Italia     | 24 pts                    |
| 3e                        | Ruggero Marzoli            | Italie                    | Formaggi Trentini         | 17 pts                    |
| 4e                        | Julio Alberto Pérez Cuapio | Mexique                   | Ceramica Panaria-Fiordo   | 15 pts                    |
| 5e                        | Cadel Evans                | Australie                 | Mapei-Quick Step          | 10 pts                    |

| Classement de la montagne | Classement de la montagne  | Classement de la montagne | Classement de la montagne | Classement de la montagne |
| Coureur                   | Coureur                    | Pays                      | Équipe                    | Points                    |
| ------------------------- | -------------------------- | ------------------------- | ------------------------- | ------------------------- |
| 1er                       | Francesco Casagrande       | Italie                    | Fassa Bortolo             | 27 pts                    |
| 2e                        | José Castelblanco          | Colombie                  | Colombia-Selle Italia     | 24 pts                    |
| 3e                        | Ruggero Marzoli            | Italie                    | Formaggi Trentini         | 17 pts                    |
| 4e                        | Julio Alberto Pérez Cuapio | Mexique                   | Ceramica Panaria-Fiordo   | 15 pts                    |
| 5e                        | Cadel Evans                | Australie                 | Mapei-Quick Step          | 10 pts                    |

| Classement par équipes | Classement par équipes | Classement par équipes | Classement par équipes |
| Équipe                 | Équipe                 | Pays                   | Temps                  |
| ---------------------- | ---------------------- | ---------------------- | ---------------------- |
| 1re                    | Alessio                | Italie                 | 192 h 57 min 34 s      |
| 2e                     | Mapei-Quick Step       | Italie                 | + 11 min 50 s          |
| 3e                     | Kelme-Costa Blanca     | Espagne                | +                      |
| 4e                     | Fassa Bortolo          | Italie                 | + 16 min 38 s          |
| 5e                     | Lampre-Daikin          | Italie                 | + 20 min 08 s          |

| Classement par équipes | Classement par équipes | Classement par équipes | Classement par équipes |
| Équipe                 | Équipe                 | Pays                   | Temps                  |
| ---------------------- | ---------------------- | ---------------------- | ---------------------- |
| 1re                    | Alessio                | Italie                 | 192 h 57 min 34 s      |
| 2e                     | Mapei-Quick Step       | Italie                 | + 11 min 50 s          |
| 3e                     | Kelme-Costa Blanca     | Espagne                | +                      |
| 4e                     | Fassa Bortolo          | Italie                 | + 16 min 38 s          |
| 5e                     | Lampre-Daikin          | Italie                 | + 20 min 08 s          |